# Élisabeth de Riquet de Caraman

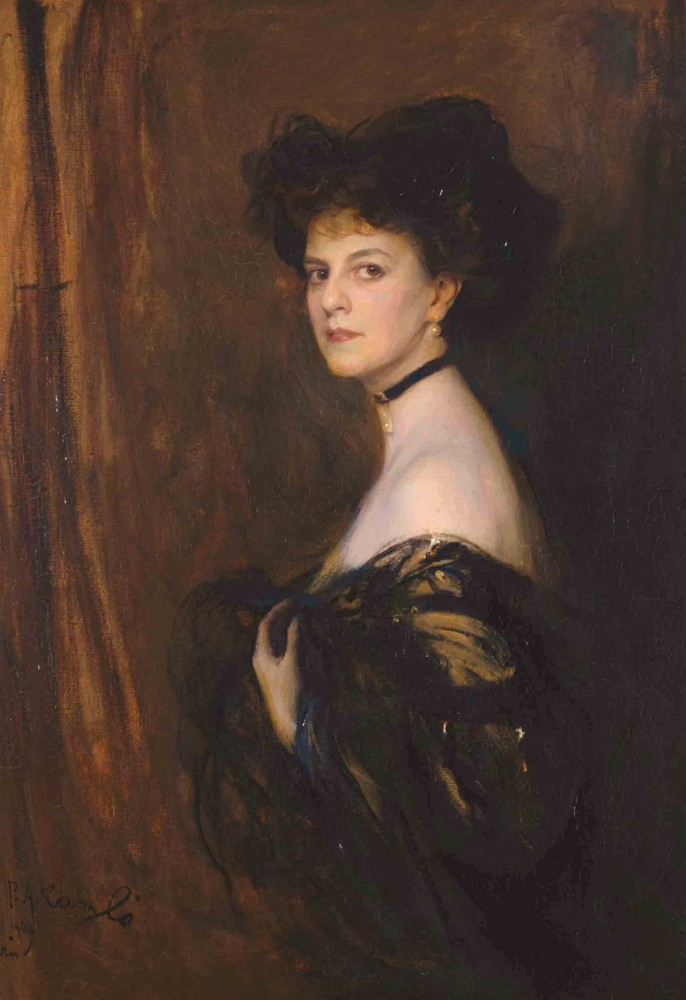
Elisabeth Gräfin Greffulhe auf einem Gemälde von Philip Alexius de Laszlo, 1905

Marie Joséphine Anatole Louise Élisabeth de Riquet, Comtesse de Caraman-Chimay, durch Heirat mit Comte Henri Greffulhe Comtesse Greffulhe (* 11. Juli 1860 in Paris; † 21. August 1952 in Lausanne), war eine Pariser Dame der Gesellschaft, die wegen ihrer Schönheit und Eleganz berühmt war. In der Pariser Gesellschaft sprach man ihren Namen Greffeuille aus.
Sie war Mittelpunkt eines mondänen Salons im Faubourg Saint-Germain in der Belle Époque, in dem sich Politiker und Diplomaten, Wissenschaftler, Musiker und Künstler sowie Mitglieder der Hochfinanz und des europäischen Adels trafen. Sie war Mäzenin von Kunst, Musik, Theater und Ballett.
Unsterblich geworden ist sie durch die Figur der Herzogin von Guermantes in Marcel Prousts Roman Auf der Suche nach der verlorenen Zeit, der sie als Vorbild diente.

## Leben
Elisabeth de Riquet de Caraman war eins von sieben Kindern des Fürsten Joseph Marie Guy Henri Philippe de Riquet de Caraman, 18. Prince de Chimay, 2. Prince de Caraman (1836–1892) und der Gräfin Marie Josephine Anatole de Montesquiou-Fézensac (1834–1884). Die Familie de Riquet, Grafen von Caraman, hatte durch Heirat 1750 den Titel der Fürsten von Chimay, eines Fürstenstands des Heiligen Römischen Reiches seit 1486, geerbt und war damit in den Hochadel aufgestiegen. Élisabeth Greffulhe unterschrieb ihr Leben lang stolz mit „Caraman Chimay Greffulhe“.
Ihre Mutter war von Clara Schumann unterrichtet worden und hatte mit Franz Liszt konzertiert. Alle Kinder des Ehepaares spielten ein Instrument.

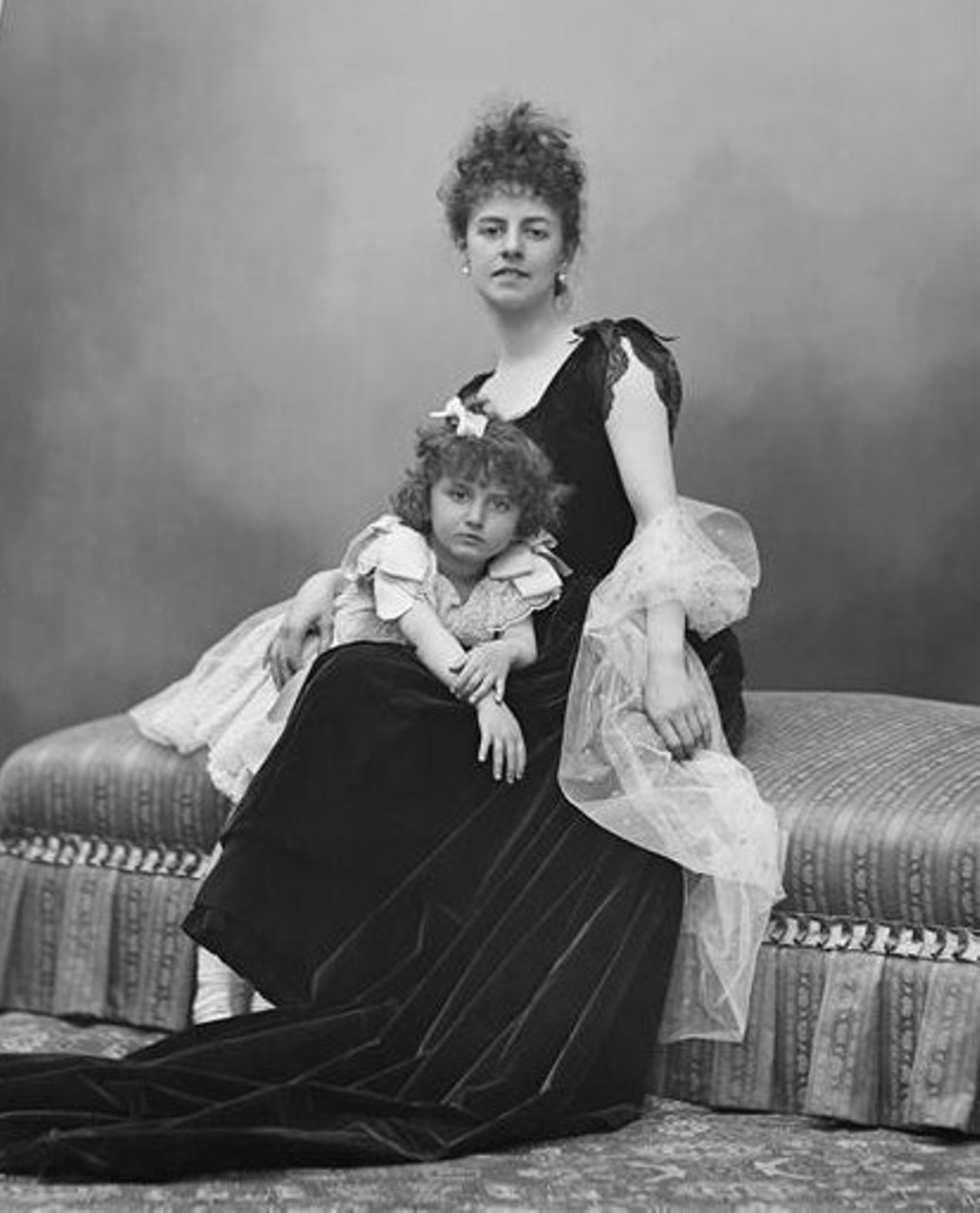
Gräfin Greffulhe mit ihrer vierjährigen Tochter Élaine im Jahr 1886 auf einer Fotografie von Nadar

Im Alter von 18 Jahren wurde Elisabeth de Riquet de Caraman mit dem Grafen Henri Jules Charles Emanuel Greffulhe (1848–1932) verheiratet und so zur Gräfin Greffulhe, als die sie in die Geschichte der gehobenen Pariser Gesellschaft einging. Ihr Gatte gehörte zum belgischen Zweig der Familie und erbte neben seinem Titel ein bedeutendes Finanz- und Immobilienimperium. Das Ehepaar bewohnte ein Hôtel particulier in der Rue d’Astorg 8–10 in Paris, in der Nähe der Madeleine, das Elisabeths Schwiegervater Charles Greffulhe 1871 erworben hatte (die Häusergruppe wurde später durch ein Versicherungsgebäude ersetzt), sowie das Château de Bois-Boudran in Fontenailles (Seine-et-Marne).
Am 19. März 1882 wurde Hélène Marie Josèphe Charlotte, genannt Élaine, das einzige Kind des Paares, geboren. Élaine heiratete 1904 Armand de Gramont, Herzog de Guiche und 12. Herzog von Gramont (1879–1962), der mit Marcel Proust befreundet war.
1887 schenkte Greffulhes Vater seinem Sohn die Villa La Case in Dieppe, ein Schlösschen im anglo-normannischen Stil, in dem das Paar die Sommermonate verbrachte und Gäste empfing. 1890 heiratete Élisabeths Bruder Joseph de Riquet, Prince de Chimay et de Caraman (1858–1937) die reiche Amerikanerin Clara Ward; die Ehe sollte bald skandalträchtig enden.
Durch ihre Garderobe, die sie von renommierten Modehäusern wie Callot Sœurs, Doucet, Jeanne Lanvin, Fortuny, Caroline Reboux, Vitaldi Babani, Worth, sowie Schuhe, die sie von Hellstern & Sons und François Pinet bezog, setzte die Comtesse Greffulhe ihre Schönheit eindrucksvoll in Szene, wie es in vielen schriftlichen Äußerungen ihrer Gäste überliefert ist. Sie wollte diejenige sein, die Mode „macht“, anstatt ihr zu folgen. Nachdem sie im Mai 1891 auf einem Ball der Prinzessin von Léon in einem Kostüm erschienen war, das dem der Madame Récamier auf dem berühmten Porträt von Jacques-Louis David aus dem Jahr 1800 glich, nannte der mit ihr befreundete Politiker Paul Deschanel die Gräfin eine „moderne Madame Récamier“. Über Journalisten lancierte sie regelmäßig Fotos und Artikel über sich in die Presse.

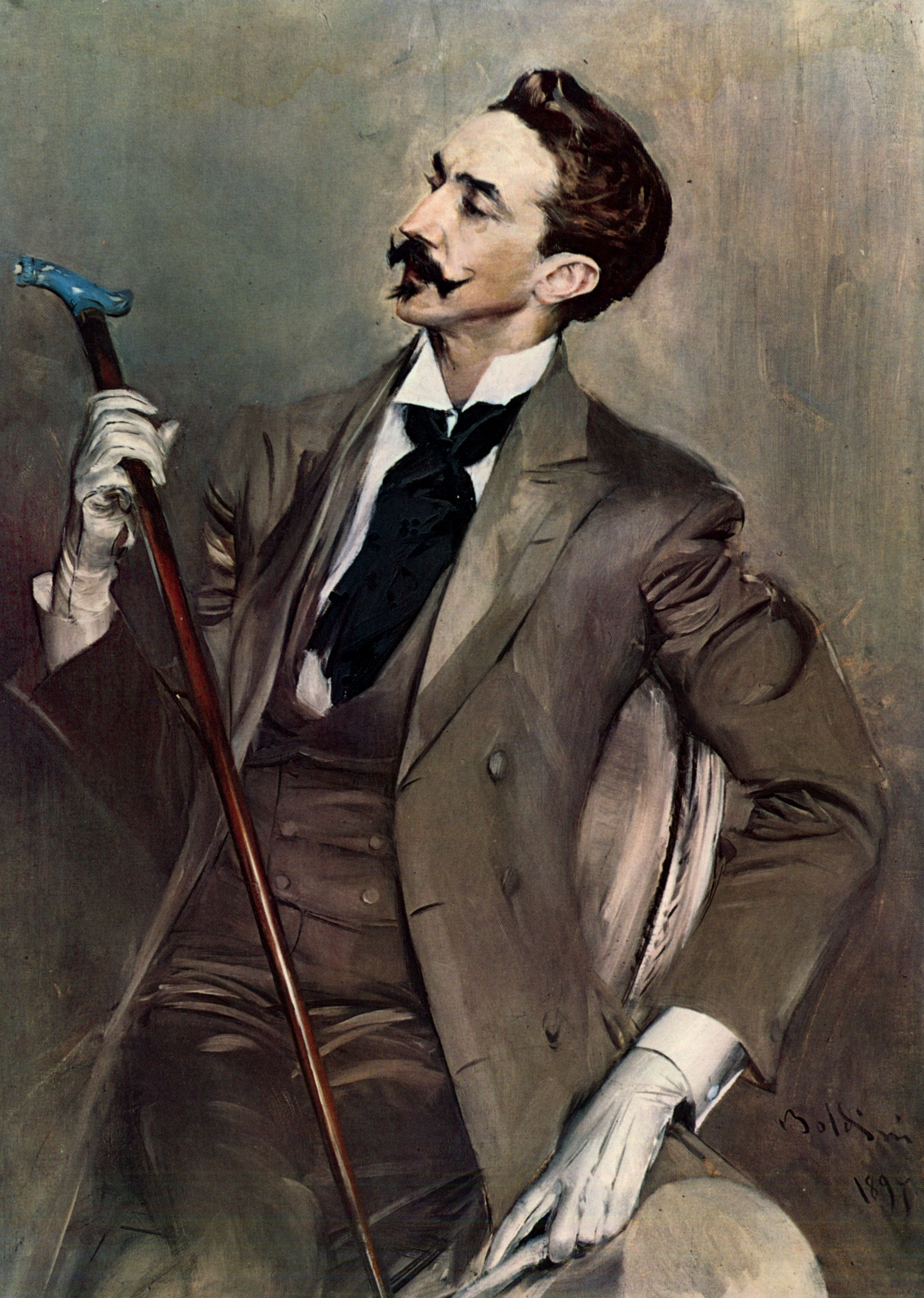
Robert de Montesquiou, 1897

Die Comtesse Greffulhe war eine Cousine von Robert de Montesquiou, dem sie sein Leben lang eine enge Vertraute war. 1884 machte sie Montesquiou mit dem 20 Jahre älteren hochgebildeten Prince de Polignac bekannt, der sie verehrte und mit dem sie fortan eine enge Freundschaft verband. Auf einer Englandreise 1887 lernte sie durch Vermittlung Montesquious den amerikanischen Maler James McNeill Whistler kennen, der wie Montesquiou den Lebensstil eines Dandys führte. Sie verschaffte Whistler Zugang zur Pariser Gesellschaft und förderte ihn wie andere Pariser Künstler ihrer Zeit finanziell.
Ebenfalls über Montesquiou lernte sie Edmond de Goncourt, José-Maria de Heredia, Stéphane Mallarmé, Judith Gautier, Anatole France und den Abbé Mugnier (Arthur Mugnier, 1853–1944) kennen, der detailliert Tagebuch führte über die Protagonisten und Ereignisse der Pariser Gesellschaft von 1878 bis 1939.
In der Rue d’Astorg 10 führte sie einen Salon, in dem sie regelmäßig die Crème der Pariser Gesellschaft und bedeutende Personen aus Politik, Finanz, Wissenschaft und Kunst empfing. Der Reichtum der Familie erlaubte ihr ein großzügiges Mäzenatentum, das sich auf Kunst, Literatur, Musik und Wissenschaft erstreckte. Außer Whistler und Diaghilevs Ballets Russes protegierte sie Gustave Moreau, Antonio de la Gandara, Auguste Rodin und andere. Sie half Marie Curie bei der Finanzierung von deren Institut du radium. Auch setzte sie sich bei Staatspräsident Alexandre Millerand dafür ein, dass das Institut Catholique de Paris weiterhin ein repräsentatives Gebäude vom Staat mieten konnte.
Von ihrer Herkunft und Grundgesinnung eher monarchistisch eingestellt, unterhielt sie dennoch auch Kontakte zu Vertretern der Dritten Republik wie Théophile Delcassé, Pierre Waldeck-Rousseau und General Gaston de Galliffet, der im Kabinett Waldeck-Rousseau kurzzeitig Kriegsminister war. 1910 gab sie ein berühmtes Abendessen für das britische Königspaar Eduard VII. und Alexandra, zu dem sie nur den Grafen Louis de Turenne sowie den Maler Detaille eingeladen hatte. In der Dreyfus-Affäre standen sie und Montesquiou auf der Seite von Waldeck-Rousseau, der wesentlich zur Rehabilitierung des jüdischen Angeklagten beitrug. Eine briefliche Intervention zu Gunsten des fälschlich der Spionage Beschuldigten, die die Comtesse Greffulhe 1899 bei Kaiser Wilhelm II. unternahm, wurde ihr von der rechten Presse Frankreichs übel angekreidet.

### La Société des Grandes auditions
Im Jahr 1890 gründete die Comtesse Greffulhe die Société des Grandes auditions und wurde ihre Präsidentin, eine einzigartige Position für eine Frau in dieser Zeit. Diese privat durch Subskriptionen finanzierte Gesellschaft hatte zunächst das Ziel, Werke französischer Komponisten in Paris zu präsentieren, die bereits im Ausland aufgeführt worden waren oder in Frankreich selten gespielt wurden. Im selben Jahr wurde die Oper Béatrice et Bénédict von Hector Berlioz, die schon in Baden-Baden, Weimar, Karlsruhe und Wien gespielt worden war, am Théatre Odéon aufgeführt. 1892 folgte Berlioz’ Oper Les Troyens à Carthage.
Die Comtesse Greffulhe hatte die Musik Richard Wagners 1891 während eines Besuches mit Montesquiou in Bayreuth kennengelernt und setzte sich für die Aufführung von Lohengrin an der Pariser Oper im selben Jahr ein. Für 1893 wurde eine Aufführung von Tristan und Isolde geplant. Da aber für das Budget von 75.000 Francs noch 20.000 Francs fehlten, kam die Premiere erst drei Jahre später zustande.
Nach dem Erfolg der Opernaufführungen weitete die Gesellschaft ihr Programm auf Orchesterkonzerte aus. Aufgeführt wurden Werke von Johann Sebastian Bach, Georg Friedrich Händel, Ludwig van Beethoven und Edward Elgar. 1884 fand ein Konzert mit Werken der musikalischen Avantgarde, von Claude Debussy, Gabriel Fauré, Albéric Magnard, Vincent d’Indy, Charles Bordes, Ernest Chausson und Paul Dukas, statt.
Salome von Richard Strauss, 1907 von Strauss selbst dirigiert, erlebte am Théâtre du Châtelet dank der Förderung der von der Gräfin geführten Société mehrere Aufführungen. Gabriel Fauré widmete der Comtesse 1890 seine Komposition Pavane avec chœur.

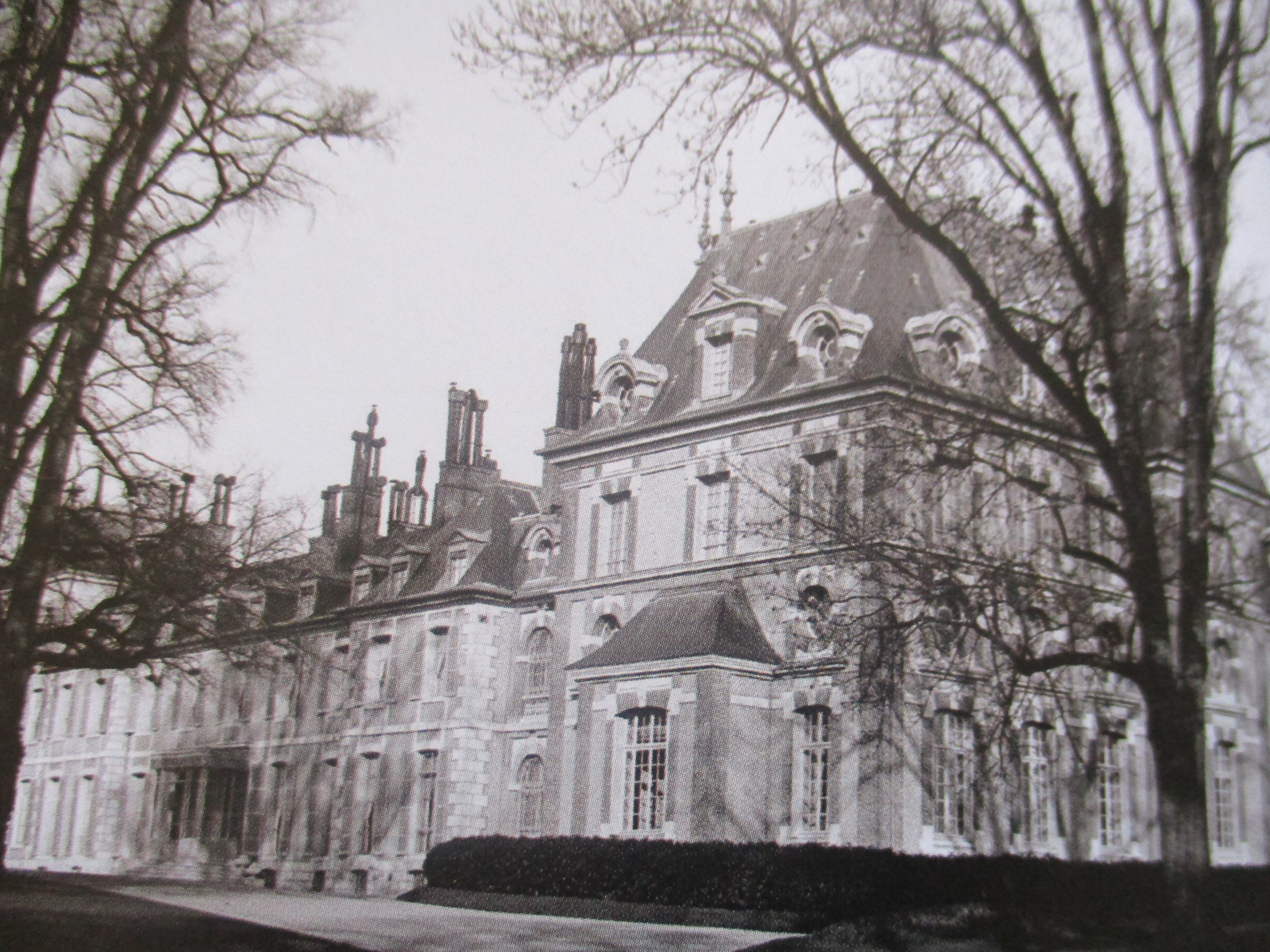
Château de Bois-Boudran, Landsitz der Familie Greffulhe

## Rezeption in Kunst und Literatur

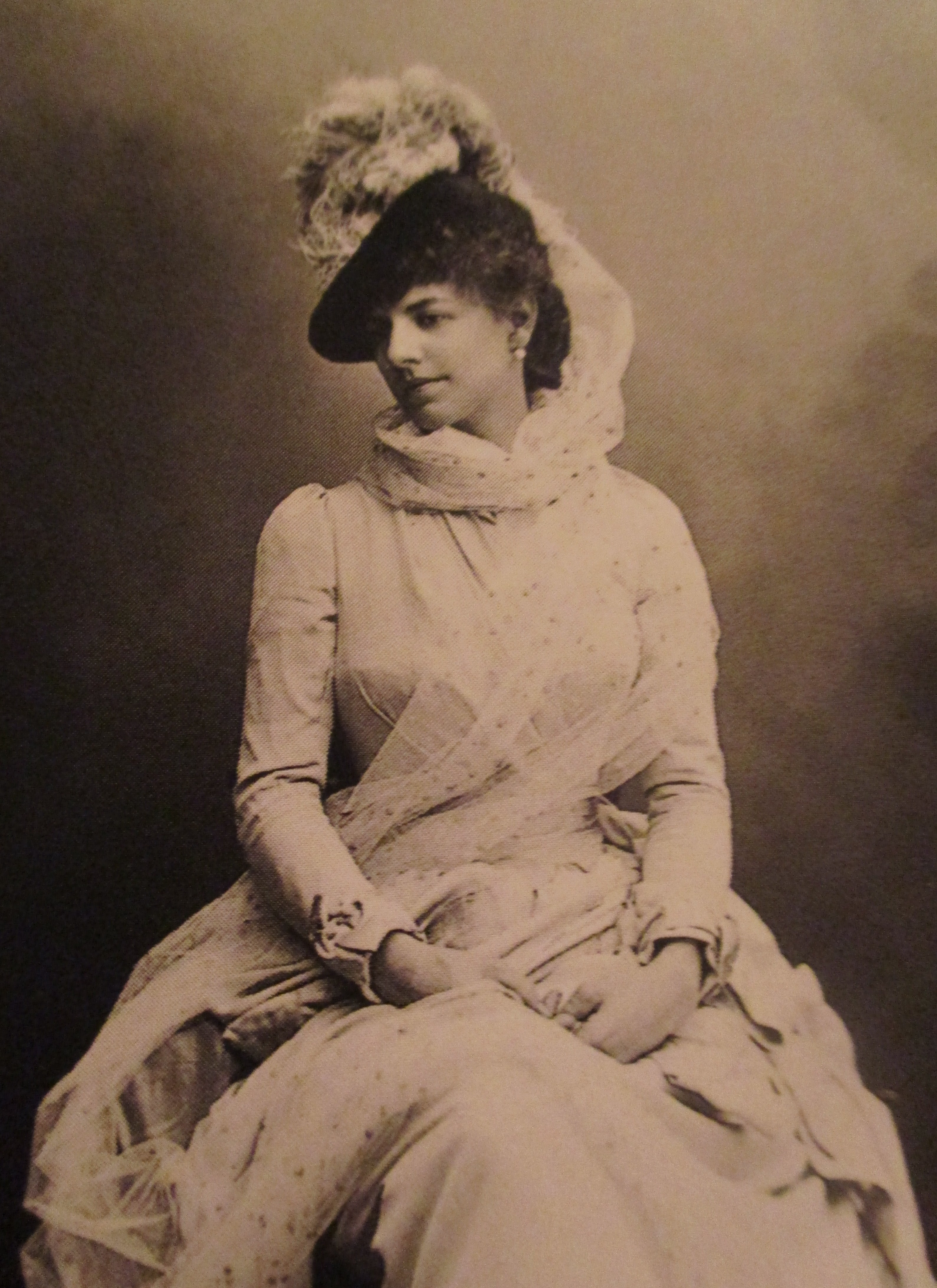
Gräfin Greffulhe im Jahr 1886, fotografiert von Nadar

Auf der Suche nach der verlorenen Zeit
Das Ehepaar Greffulhe inspirierte Marcel Proust zu den Romanfiguren des Herzogs und der Herzogin von Guermantes in seinem epochalen Werk Auf der Suche nach der verlorenen Zeit. Die Herzogin Oriane und ihr Cousin, der Baron Charlus, gestaltet nach dem Vorbild von Élisabeths Cousin Robert de Montesquiou, gehören zu den Hauptfiguren der siebenteiligen Romanfolge.
Erstmals sah Proust die Gräfin 1893 auf einem Ball. Er war sofort fasziniert von „diesem großen goldenen Vogel, der bereit war, wegzufliegen.“ 1894 wurde er ihr vorgestellt, als sie an der Seite von Sarah Bernhardt Ehrengast auf einem Fest von Robert de Montesquiou in dessen Villa in Versailles war, über das Proust für die Zeitschrift Le Gaulois berichten sollte. In ihren höchst exklusiven Salon eingeladen wurde Proust allerdings erst ab 1904, nachdem ihre Tochter den Herzog von Guiche geheiratet hatte, der mit Proust befreundet war. Armand de Guiche, Sohn des Herzogs von Gramont und einer geborenen Baronesse Rothschild, wurde im Roman wiederum zu einem der Vorbilder für die Figur des Marquis de Saint-Loup, dem Neffen des Baron Charlus. Saint-Loup hat ferner den Marquis Boni de Castellane (1867–1932) zum Vorbild, einen damals Furore machenden Dandy, der das Geld seiner Frau Anna, einer Tochter des amerikanischen Eisenbahnmagnaten Jay Gould, mit beiden Händen hinauswarf. Der schwärmerische Schriftsteller war von der Schönheit und dem eleganten Wesen der Comtesse Greffulhe fasziniert („ihr Lachen klingt wie das Glockenspiel von Brügge“). Sie selbst erklärte gegen Ende ihres Lebens: „Seine Schmeicheleien hatten eine gewisse Klebrigkeit, die nicht meinem Geschmack entsprach.“ Auch war er stets auf der Jagd nach aktuellen Fotos von ihr, um ihre wechselnde Garderobe genau beschreiben zu können, was sie natürlich nicht wusste und irritierend fand.
Die Figur der Herzogin von Guermantes ist nach dem Vorbild der Élisabeth de Greffulhe gestaltet, einige Anregungen gab jedoch auch die Comtesse Laure de Chevigné (geb. Marquise de Sade), die Proust im Salon von Geneviève Straus kennengelernt hatte und deren Gästekreis sich mit dem der Madame de Greffulhe teilweise deckte. Der kunstsinnige Esprit der Herzogin von Guermantes ist jedoch nach dem Vorbild von Madame Straus selbst geschildert. Montesquiou war ebenfalls mit Proust befreundet und führte diesen auch in andere aristokratische Salons ein, die später als „die Welt der Guermantes“ (= Titel des dritten Bandes, auch „die Welt des Faubourg Saint-Germain“) in der Romanfolge eingehend geschildert werden.
Beim ersten Auftritt in Swanns Welt beschreibt Proust die Herzogin Oriane de Guermantes als „blonde Dame mit großer Nase, einem kleinen Leberfleck im Nasenwinkel und blauen, stechenden Augen“. Der Ich-Erzähler sieht die mysteriöse, unnahbare Schlossherrin erstmals als Kind auf der Treppe der Kirche von Combray. In dem Kapitel Eine Liebe Swanns, das in den 1870er Jahren spielt, tritt sie noch als Princesse des Laumes auf, mit dem Erbprinzentitel ihres Mannes, da ihr Schwiegervater, der alte Herzog, noch lebt. Im Kapitel 1 der Welt der Guermantes beobachtet der Ich-Erzähler vom Parkett der Opéra Garnier aus die Ankunft der Herzogin in ihrer Loge („einer Grotte, in deren Hintergrund wie erhabene Meerungeheuer die Halbgötter des Jockey-Clubs umherschwammen“):

„Anstatt eines wundervollen Federgeriesels, das vom Kopf der Prinzessin auf deren Hals niederflutete, anstatt eines mit Muscheln und Perlen durchwirkten Netzes, trug die Herzogin im Haar nur ein Reihergesteck, das über ihrer gebogenen Nase und den etwas hervorstechenden Augen beinahe wie der Federschopf des Vogels selbst aussah. Ihr Hals und ihre Schultern stiegen aus einer schneeigen Flut von Musselin hervor, die ein Fächer aus Schwanenfedern in leise Bewegung versetzte, ihr Kleid aber, dessen Taille einzig mit zahllosen Pailletten – entweder aus Metall in Stäbchen- oder Plättchenform oder aus Brillanten – verziert war, umschloß eng ihren Körper im strengen englischen Stil.“

Proust zeichnet seine Herzogin von Guermantes als eine typische Nachfahrin des Französischen Adels des Ancien Régime. Oriane entstammt einer „ultra-legitimistischen“ Familie, die ihre Rivalen nicht etwa in Revolutionären oder Republikanern sieht (mit denen man ohnehin nicht verkehrt), sondern in der Noblesse d’Empire der Napoleonischen Zeit; sie darf daher keinesfalls gemeinsam mit der Prinzessin Mathilde Bonaparte eingeladen werden. Als ihr Mann die „Prinzessin von Iéna“ besucht, weigert sie sich, mitzugehen (abgesehen davon, dass sie ihren Mann verdächtigt, mit „der Iéna“ eines seiner zahlreichen Verhältnisse zu unterhalten), da sie „diese Leute“ nicht kenne, die „den Namen einer Brücke“ tragen. Sie spottet über deren Empire-Einrichtung: „Ich verstehe sehr gut, dass nicht jeder schöne Sachen haben kann, aber zumindest sollte man keine lächerlichen Sachen haben... Ich kenne nichts Pompöseres, Bourgeoiseres als diesen schrecklichen Stil, mit Kommoden, die Schwanenköpfe haben wie Badewannen“. Auf Schloss Guermantes besitze man zwar ebenfalls ererbte Empire-Möbel, habe sie aber auf den Dachboden verbannt. Den starrsinnigen Hochmut Orianes übertreibt Proust freilich ein wenig, hatte er doch die reale Élisabeth Greffulhe 1893 auf einem Ball der Prinzessin von Wagram, geborenen Berthe de Rothschild, kennengelernt, die tatsächlich den Namen einer napoleonischen Schlacht trug (nach der auch eine Avenue und eine Métro-Station benannt sind) und die das Vorbild für die Prinzessin von Iéna ist. Deren Sohn Alexandre tritt später im Band Le Côté des Guermantes als Kunstsammler und Autonarr auf. Im Salon der Herzogin sind vor allem Geschmack, galantes Auftreten und Esprit gefragt, wie sie in den alten Familien kultiviert wurden, Wissen oder Karriere spielen hingegen kaum eine Rolle; den „etwas feierlich republikanischen“ Außenminister etwa kommt man zwar nicht umhin, gelegentlich einzuladen, blickt jedoch auf ihn herab. Prinzessinnen von Geblüt hingegen werden hofiert, selbst wenn sie langweilig und ungebildet sind. Dem Romanhelden Charles Swann, einem jüdischen Parvenü, gelingt es gegen alle Wahrscheinlichkeit, sich in dieser aristokratischen Welt zum arbiter elegantiarum aufzuschwingen.
Gemälde und Fotografien
Die Comtesse wurde von vielen Malern und Fotografen porträtiert. Otto Wegener (1849–1924) und Nadar, bei dem sie selbst Unterricht im Fotografieren nahm, fotografierten sie mehrmals.
- Paul César Helleu: Comtesse Greffulhe. Aquarell. Um 1886–1890 Bild
- Paul César Helleu: Helleu: Studies of Countess Greffulhe. 4 Zeichnungen mit Farbstiften
- Philip Alexius de Laszlo: Comtesse Henry Greffulhe, née comtesse Elisabeth de Caraman-Chimay 1909, Öl auf Ln, Privatsammlung
- Jacques-Émile Blanche: Comtesse Greffulhe. Um 1895. Privatsammlung.Bild
- Ernest Hébert: Comtesse Elisabeth Greffulhe. Pariser Privatsammlung
- Antonio de la Gandara: Comtesse Greffulhe.

Ausstellungen
- Madeleine Delpierre, Henriette Vannier (Hrsg.): Élegantes personnes au temps de Marcel Proust. 1890–1916. Musée du Costume de la Ville de Paris. Dezember 1968 – April 1969. Katalog. Paris: Les presses artistiques 1968.
- Olivier Saillard, Claude Arnaud, Laurent Cotta (Hrsg.): La Mode retrouvée. Les robes trésors de la Comtesse Greffulhe. November 2015 – März 2016. Palais Galliera, Paris 2015, ISBN 978-2-7596-0305-3.[21]

Ausstellungskatalog der Roben, Porträts und Fotoporträts der Comtesse Greffulhe.
- Proust’s Muse, The Countess Greffulhe. The Museum at the Fashion Institute of Technology, New York City. September 2016 – Januar 2017.

## Bilder

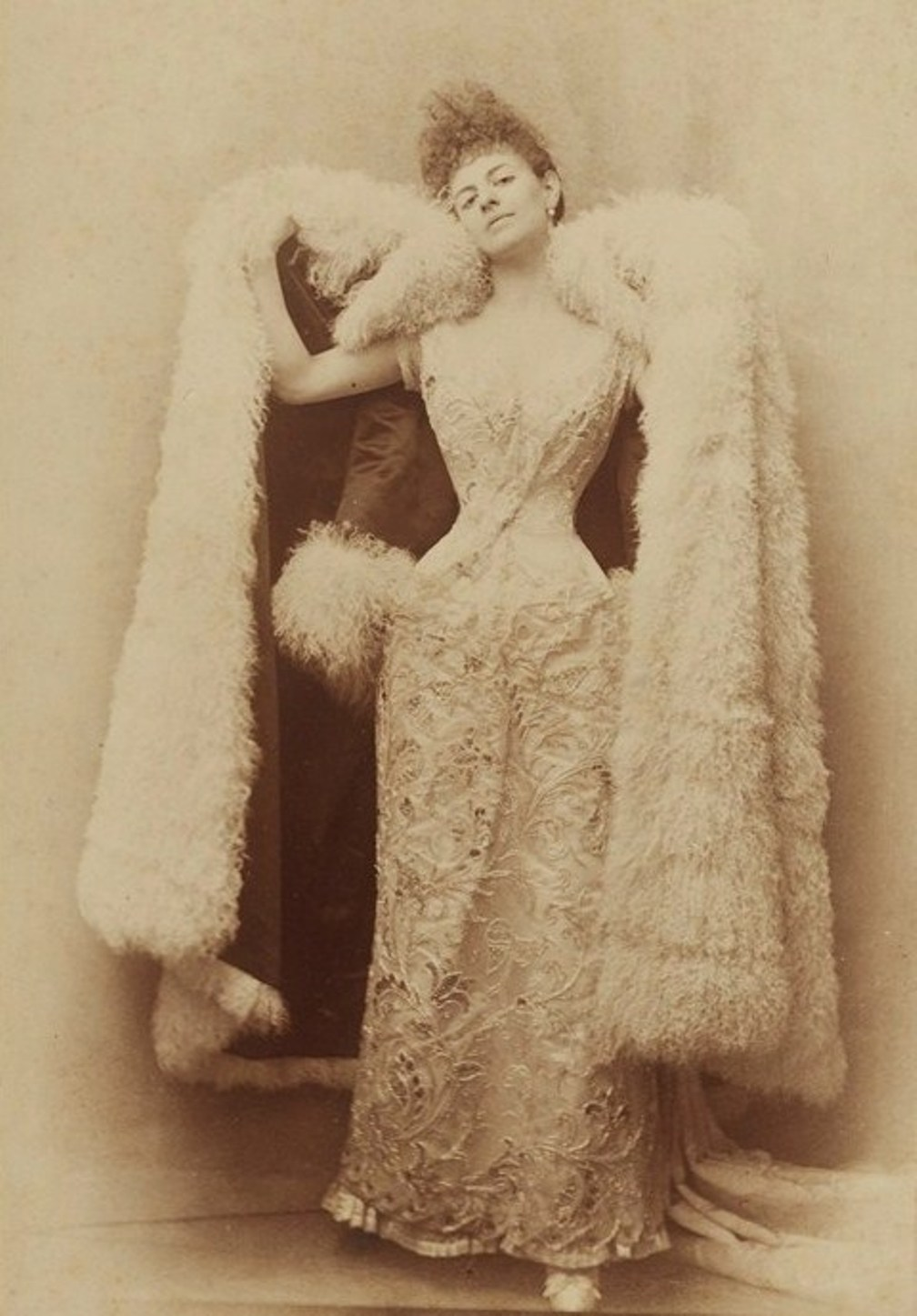
Im Ballkleid mit Mantel, Foto von Otto Wegener, 1887 (Sammlung Musée Galliera)
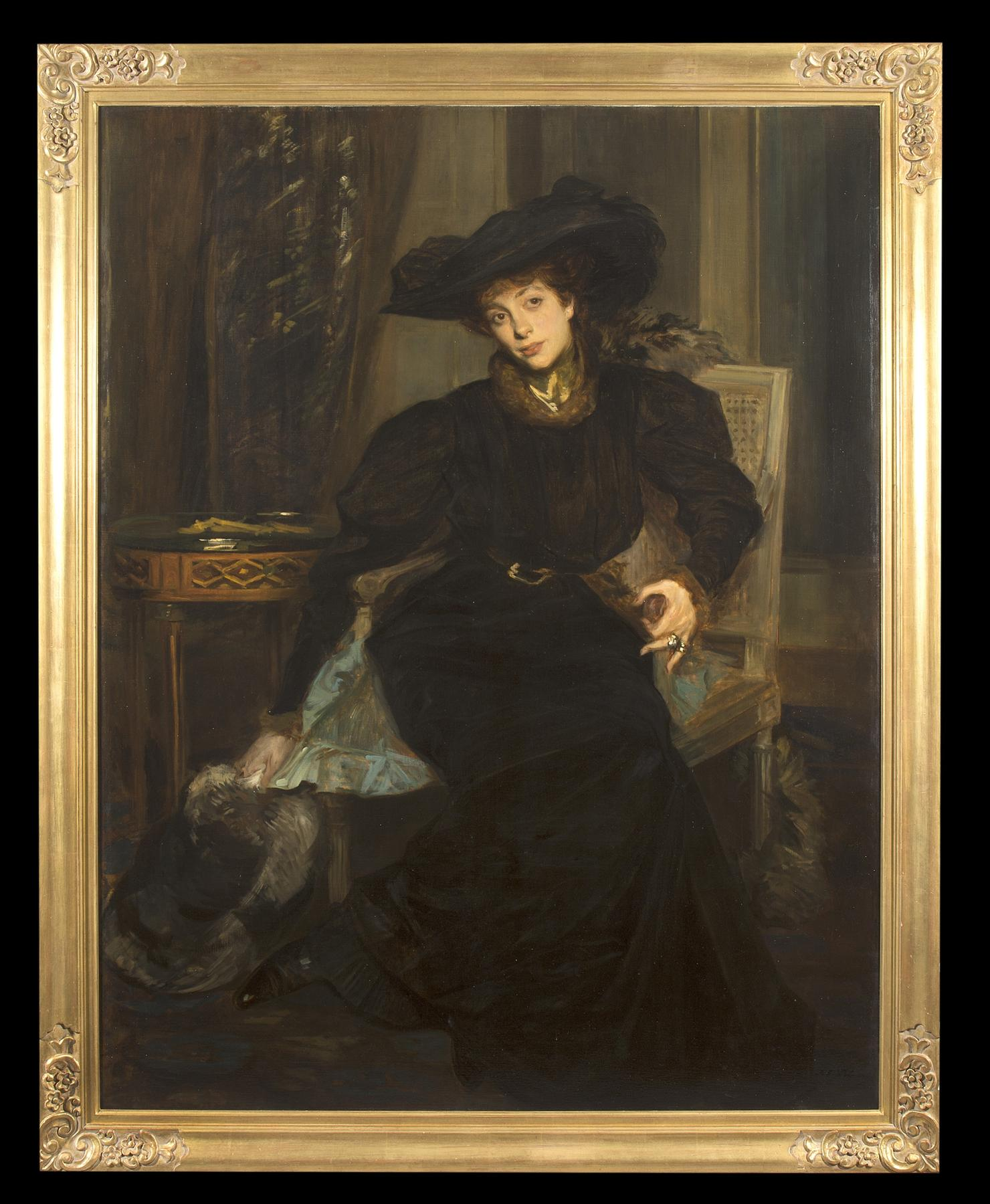
Porträt von Jacques-Émile Blanche, 1890
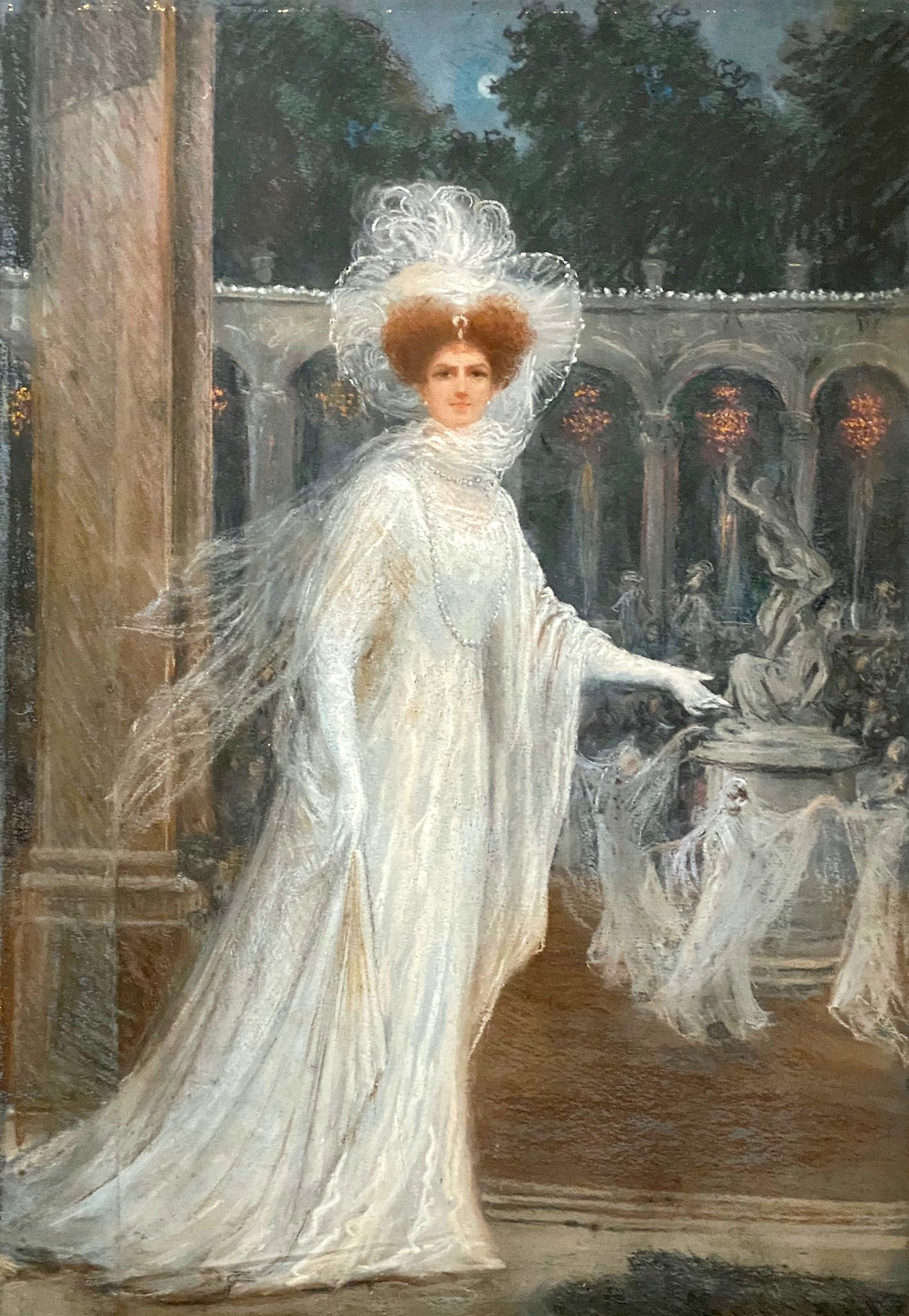
Kreidezeichnung von Raymond Fournier-Sarlovèze, 1908
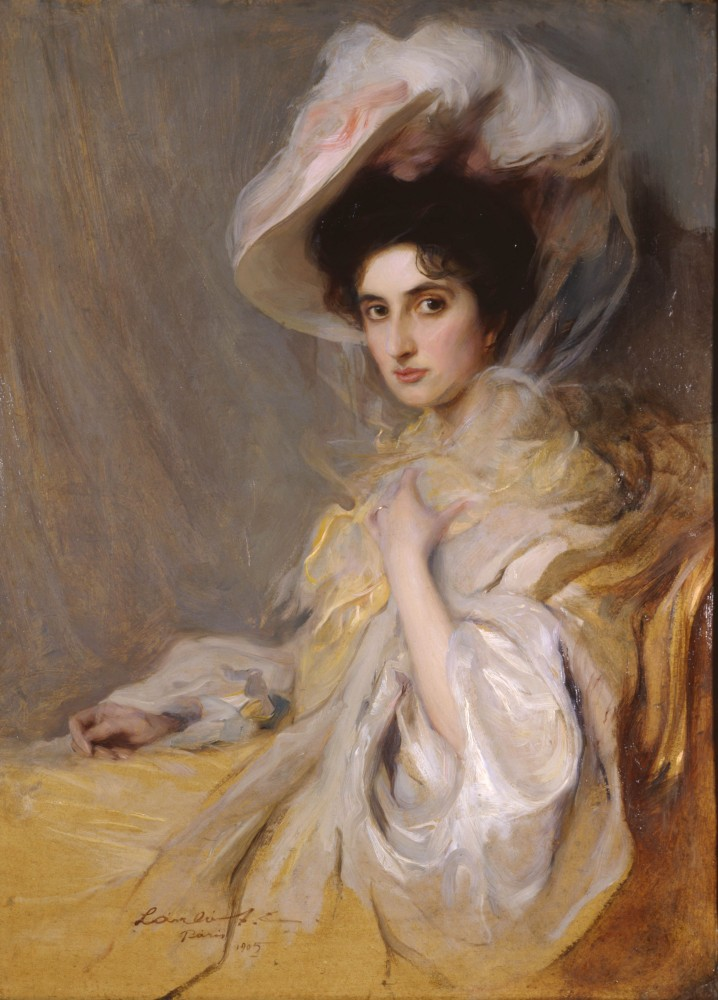
Ihre Tochter Élaine, Porträt von Philip de László, 1905
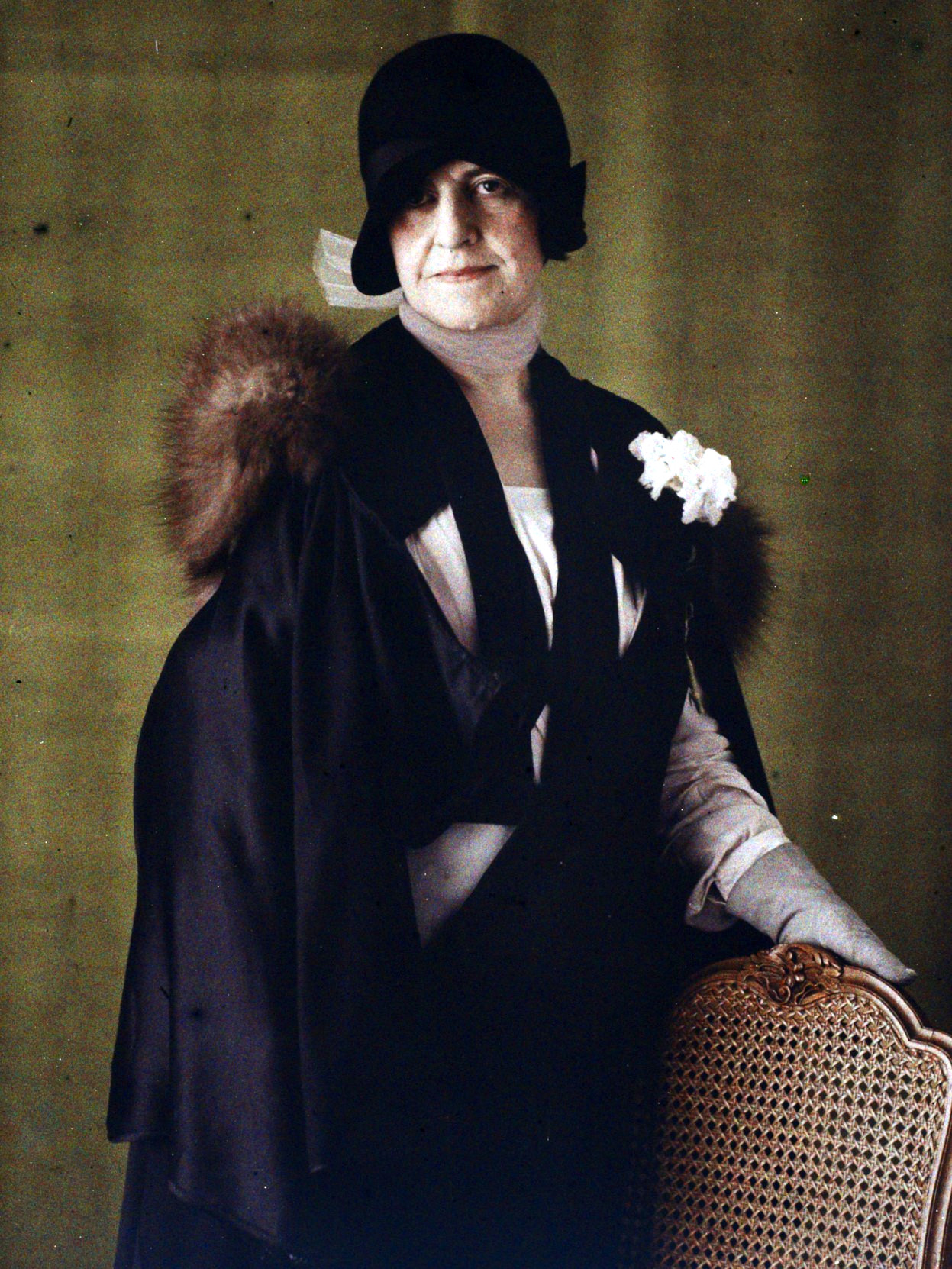
Fotografie aus dem Jahr 1929